# إميل كورنر
إميل كورنر (بالألمانية: Emil Körner) (و. 1846 – 1920 م) هو مستكشف، ودبلوماسي، وكاتب، وجندي من ألمانيا، وتشيلي، ويحمل رتبة عسكرية فريق أول، توفي في برلين، عن عمر يناهز 74 عاماً.

## جوائز
حصل على جوائز منها:
- Order of the Red Eagle 2nd Class  [لغات أخرى]‏.